# HMS Ardent (1975)
«Ардент» (HMS Ardent) — фрегат типа 21 Королевского флота. Построен на верфи Yarrow Shipbuilders, Глазго, Шотландия. На момент завершения строительства, имел пусковую установку «Экзосет» в позиции «B». «Ардент» принимал участие в Фолклендской войне, где был потоплен аргентинской авиацией в Фолклендском проливе 21 мая 1982 года.

## Фолклендская война
19 апреля 1982 «Ардент» отправился из военно-морской базы Девонпорт близ Плимута на Фолклендские острова. По дороге он сопровождал часть кораблей целевой группы, направлявшихся к острову Вознесения, которые отбыли позже основной группы, 3 мая, и прибыли на место утром 7 мая.
21 мая 1982 года «Ардент» находился в Фолклендском проливе, обстреливая аргентинскую взлётно-посадочную полосу Гуз-Грин, когда был атакован по крайней мере тремя волнами аргентинской авиации. В результате полученных повреждений «Ардент» затонул на следующий день.

### Британская версия
Первое нападение произошло, когда одиночный A-4 Skyhawk сбросил две бомбы в 16:00 UTC (13:00 местного времени), которые попали в фрегат, но не взорвались.
Основная масса ударов с воздуха началась в 17:40 UTC. «Арденту» вместе с «Ярмутом» было приказано отбыть к западу от Северо-Западного острова, чтобы разделить атакующие с юга воздушные силы. Группа из трех самолетов, A-4 Skyhawk или IAI Nesher пересекла Фолклендский пролив с запада, затем развернулась налево, чтобы атаковать с северо-востока. Пушечным огнем и тремя бомбами они поразили фрегат, атаковав его с левого борта. Единственным оборонительным оружием, которое отреагировало должным образом, были 20-мм зенитные пушки.
ЗРК «Сикэт» не смогли взять нападавших на сопровождение, а 114-мм пушки не смогли отрыть огонь, так как самолёты оказались за пределами сектора обстрела. Две бомбы взорвались в ангаре, уничтожив вертолёт «Lynx» и пусковую установку ЗРК «Сикэт», которая упала на вертолётную площадку; третья бомба пробила кормовую часть через вспомогательное машинное отделение, но не взорвалась. Кормовой распределительный щит был серьезно поврежден, в результате были обесточены некоторые ключевые системы, включая артиллерийскую установку. Ангар был охвачен пламенем, были потери среди экипажа.
Сохранившему полный контроль над двигателями и рулевым управлением, но не имеющему возможности обороняться «Арденту» было приказано отойти на север, к Порт-Сан-Карлос. В 18:00 UTC пять «Скайхоков» приблизились к фрегату и сбросили большое количество неуправляемых бомб. От двух до четырёх бомб взорвалась на корме с левого борта, в то время как неустановленное количество бомб попало в корабль, но не взорвалось. Несколько бомб взорвалась в воде рядом, обрушив на корабль массы воды и вызвав небольшие затопления в носовом вспомогательном машинном отделении.
Была разрушена столовая, пропала связь между мостиком и центром управления корабля, в результате чего корабль потерял управление. Этот удар вызвал множество жертв, особенно среди ремонтно-восстановительных бригад, работавших в ангаре.
«Ардент» встал на мелководье в заливе Грантем-Саунд, пожар на корме вышел из-под контроля. Командир корабля коммандер Алан Уэст принял решение покинуть сильно накренившийся корабль. «Ярмут» подошёл к «Арденту», чтобы снять оставшихся в живых, и экипаж был передан на «Канберру». В то время было известно, что погибло 22 человека. Пожар, сопровождаемый взрывами, продолжался в течение всей ночи, пока на следующий день в 6:30 UTC лёг на дно с торчащей над водой фок-мачтой.
Матрос Джон Диллон смог удалить осколки у раненого матроса и, несмотря на свои собственные ожоги, вытащил раненого на палубу, а затем оба бросились в воду, где были спасены. За свой подвиг он получил медаль Георга, один из трех награжденных за войну.
Последним человеком, покинувшим «Ардент», стал командир фрегата коммандер Алан Уэст, который впоследствии был награждён «Крестом за выдающиеся заслуги» и служил в качестве первого морского Лорда с 2002 по 2006 год.
Через несколько дней водолазы подняли с затопленного корабля легкие зенитные орудия, чтобы установить их на других кораблях, фок-мачта использовалась в качестве навигационного предупреждающего знака и ориентир для фрегата «Эрроу», когда он обстреливал Гуз-Грин.
Останки корабля в настоящее время являются охраняемой территорией.

### Аргентинская версия

#### Атаки ВВС

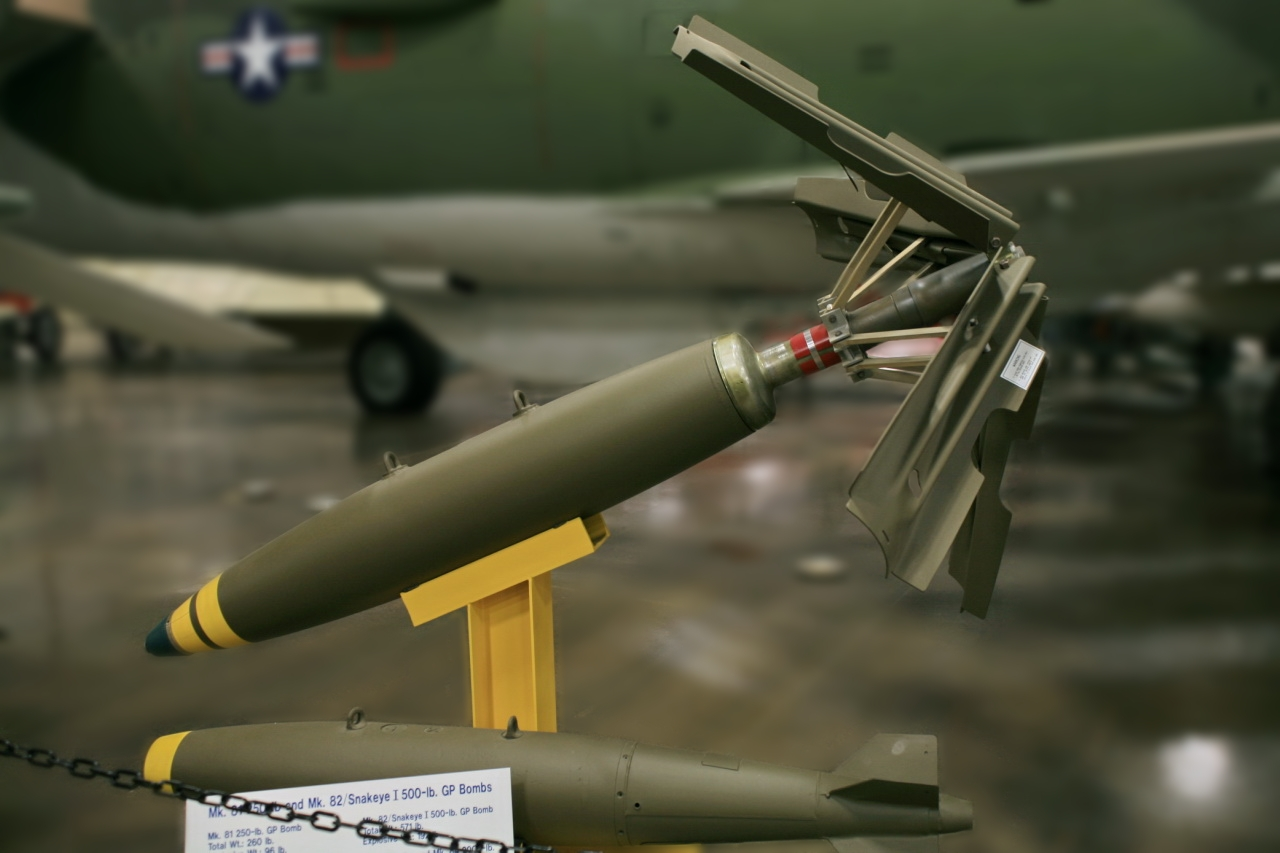
Бомба Mk 82 с хвостовым тормозящим устройством, использованная при атаке аргентинских штурмовиков на «Ардент»

По данным официального сайта аргентинских ВВС «Ардент» был атакован аргентинскими самолётами дважды:
- В 14:00 аргентинского времени (UTC-3) одиночный A-4B «Скайхок» 5-й авиагруппы. Четыре A-4B вылетели из Рио-Гальегос в 11:30 UTC-3. После того, как возникли проблемы с дозаправкой в воздухе, два самолета были вынуждены вернуться на базу. В Фолклендском проливе два оставшихся «Скайхока» случайно наткнулись на неопознанный транспорт (очевидно, заброшенное аргентинское грузовое судно Río Carcaraña), и один из самолётов атаковал его. Другой истребитель, который пилотировал командир звена, капитан Пабло Карбальо, сбросил 1000-фунтовую (450-кг) неуправляемую бомбу на фрегат, который он обнаружил в Грантем-Саунд. Он сообщил, что был обстрелян зенитными пушками, но благополучно вернулся[13]. Бомба взорвалась на корме. Спустя несколько дней Карбальо атаковал фрегат «Бродсуорд».
- В 14:40 UTC-3 «Ардент» был атакован IAI Nesher 6-й авиагруппы. В налёте участвовало два самолёта во главе с капитаном М. Гонсалесом, к которым присоединился третий IAI Nesher, возвращавшийся с неудачного вылета. Вместе они направились в сторону Сан-Карлоса, но были перехвачены патрулем «Харриеров», направляемых с фрегата «Бриллиант», и третий самолет был сбит над Западным Фолклендом. Летчик катапультировался и был позднее спасён. Две других самолёта успешно ушли от британского воздушного патруля и подошли к Фолклендскому проиливу с юга. Они обнаружили фрегат и сбросили две 1000-фунтовые (450-кг) бомбы на его корму. Они также попали в корабль 30-мм пушкой. Согласно этому сообщению, корабль пытался отразить атаку зенитными ракетами.

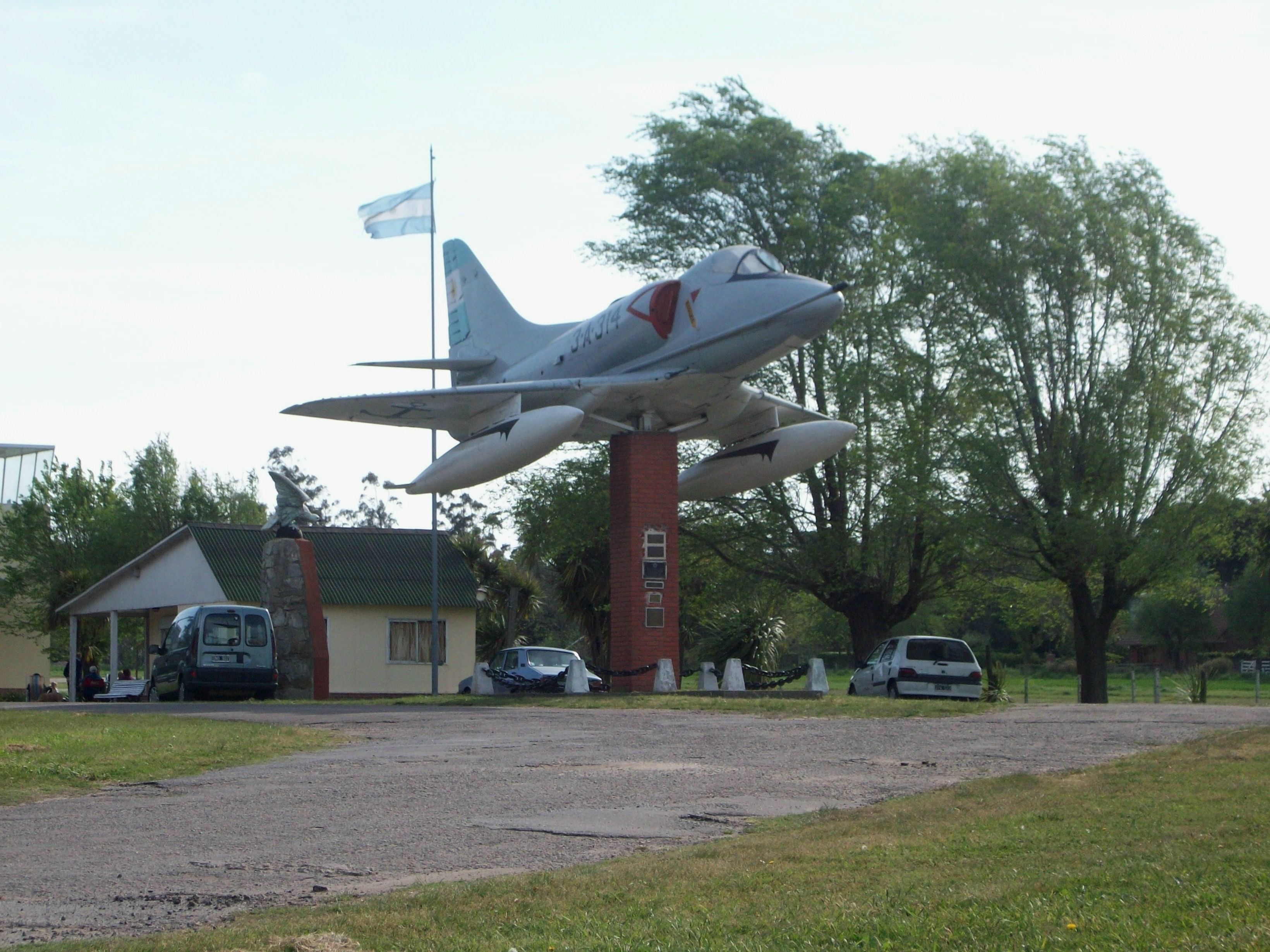
А-4, атаковавший «Ардент», установлен у входа в авиаклуб Мар-дель-плата. Его пилот, лейтенант Густаво Марсело Маркес, погибший в бою, родился в этом городе и был членом этого клуба.

#### Вылеты самолётов военно-морского флота
- В 15:01 UTC-3 три аргентинских A-4Q «Cкайхок» 3-й военно-морской истребительно-штурмовой эскадрильи поразили «Ардент» как минимум двумя бомбами в корму[14][1], некоторым количеством неразорвавшихся бомб, застрявших в корпусе и несколькими близкими разрывами. Эти истребители обычно действовали с авианосца Веинтисинко-де-Майо, но этот полет был осуществлен с наземной базы в Рио-Гранде. Авиация ВМС использовала около десяти 500-фунтовых (230-кг) бомб Mk 82 с хвостовым тормозом[15][16].

На обратном пути они были сбиты «Харриерами». Старший в группе, лейтенант Густаво Марсело Маркес был убит в бою, его A-4Q был сбит 30-мм пушкой и взорвался. Лейтенант Филиппи был сбит ракетой AIM-9L «Сайдвиндер», благополучно катапультировался, ночью был укрыт местным фермером Тони Блейком, после чего вернулся в Аргентину. Лейтенант Арка, когда его A-4Q был подбит 30-мм пушкой, совершил неудачную попытку приземлиться в Порт-Стэнли и был спасен из воды вертолётом Huey UH-1H аргентинской армии под управлением капитана Свендсена. Арка катапультировался на мысе Пемброк, в 3 км от взлетно-посадочной полосы Стэнли.

## Командиры
| С    | по   | Командир                   |
| ---- | ---- | -------------------------- |
| 1977 | 1979 | Коммандер А. Провест       |
| 1979 | 1980 | Коммандер Майкл д’Брейслин |
| 1980 | 1982 | Коммандер Алан Вест        |

## Дальнейшее чтение
- Colledge, J. J.; Warlow, Ben. Ships of the Royal Navy: The Complete Record of all Fighting Ships of the Royal Navy. — London: Chatham Publishing, 2006. — 416 p. — ISBN 978-1-86176-281-8.